# Ahmad Abdullah
Dato 'Ahmad bin Abdullah (28 tháng 2 năm 1941 - 28 tháng 9 năm 2005), thường được gọi là Dato' Ahmad, là một chính trị gia và kế toán Malaysia.

## Nghề nghiệp
Năm 1976, Dato 'Ahmad (một Kế toán viên Chính phủ Malaysia và Kế toán viên công chúng được cấp phép đã được Viện Kiểm định Kế toán Công chứng Malaysia[2][./Ahmad_Abdullah#cite_note-2 [2]]) đồng sáng lập công ty kế toán trị giá Ahmad Abdullah & Goh với kế toán viên Michael Goh và vẫn là một đối tác của công ty cho đến năm 1982. Công ty kể từ đó trở thành công ty hàng đầu trong nước cung cấp đầy đủ các dịch vụ kế toán vốn điều lệ. Michael Goh hiện là đối tác quản lý của công ty.
Vào năm 1982, Dato 'Ahmad được bầu làm Đại biểu Quốc hội Johor cho Kukup. Sau đó, ông được bầu lại thêm 3 nhiệm kỳ liên tục cho đến năm 1999. Từ năm 1986 đến năm 1995, ông cũng từng phục vụ trong Hội đồng điều hành bang Johor và làm Quyền Thủ hiến (Menteri Besar) 4 lần.
Năm 1999, Dato 'Ahmad (cũng là Chuyên viên lên Kế hoạch Tài chính được Chứng nhận của Hiệp hội Kế hoạch Tài chính Malaysia và Tư vấn Tài chính đã đăng ký với Hiệp hội Tư vấn Tài chính Quốc tế đã đăng ký) đã từ bỏ hoạt động chính trị và thành lập hãng tư vấn Ahmad Abdullah & Goh Consulting và là Chủ tịch.
Dato 'Ahmad cũng từng là thành viên ban giám đốc của Tập đoàn Johor (trước đây là Tập đoàn Phát triển Kinh tế Johor) và Tập đoàn Hồi giáo Johor (trước đây là Tập đoàn Phát triển Kinh tế Hồi giáo Johor) và là Phó Chủ tịch Phòng Thương mại Malay của bang  Johor (Dewan Perniagaan Melayu Malaysia Negeri Johor) cho đến khi ông qua đời vào năm 2005.